# Chewsuren

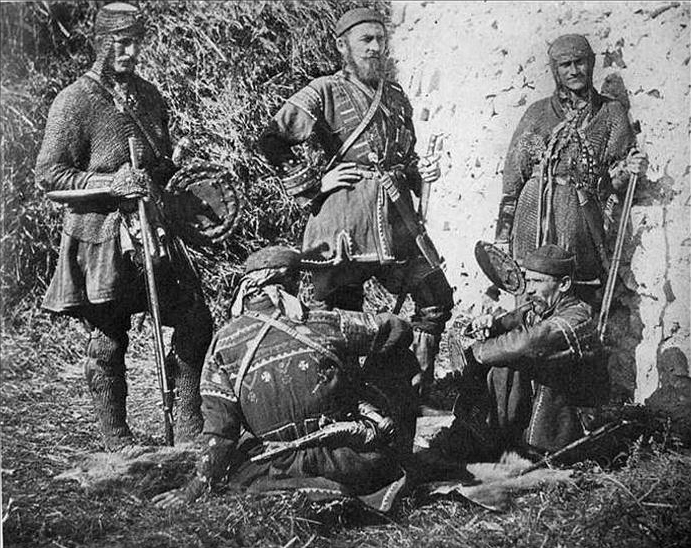
Chewsuren mit Tschocha und Rüstung (um 1910)

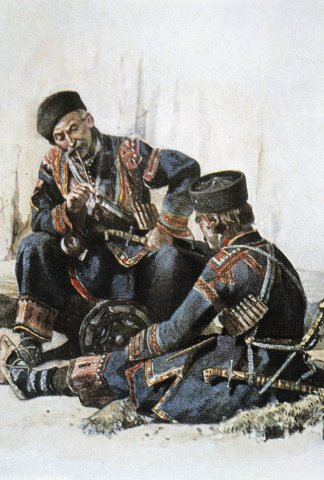
Chewsuren (Max Tilke, 1910)

Die Chewsuren (georgisch ხევსურები/Chewsurebi) sind eine Subethnie der Georgier, ein Bergvolk im Großen Kaukasus im Nordosten Georgiens. Sie leben in der historischen Region Chewsuretien zu beiden Seiten des Kaukasus-Hauptkammes. Sie liegt im äußersten Nordosten der heutigen Region Mzcheta-Mtianeti an der Grenze zu Russland. Die Chewsuren sprechen den nordöstlichen georgischen Dialekt Chewsurisch.

## Traditionen
Sie sind georgisch-orthodoxe Christen. Trotz der über 1200-jährigen Christianisierung existieren wie auch in einigen benachbarten Regionen vorchristliche Rituale, z. T. christlich überformt, weiter, wie die jährlichen Opferzeremonien und Festivals am Chati.  
Zur Tracht der Chewsuren gehört die sehr charakteristische bunte Tschocha, die georgisch talawari genannt wird. Sie ist meist kurz geschnitten und hat einen trapezförmigen Umriss. Vorderseite und Ärmel sind mit Kreuzen und geometrischen Formen großflächig bestickt. Von ihrer Wehrhaftigkeit zeugen bis vor wenigen Jahren verwendete Kettenrüstungen und andere mittelalterliche Rüstgegenstände.
Sie wurden Ende des 19. Jahrhunderts von Gustav Radde in der Monographie Die Chewsuren und ihr Land beschrieben, die verschiedene Zeugnisse ihrer Bräuche lieferte. 
Insbesondere die von Radde geschilderten Ehesitten der Chewsuren wiesen bemerkenswerte Besonderheiten auf. So galt es als Schande, wenn einem jungen Paar vor Ablauf der ersten vier Jahre ein Kind oder ein zweites vor Ablauf weiterer drei Jahre geboren wurde. In den ersten zwei Jahren hatte der Vater das Kind nicht auf den Arm zu nehmen und die Mutter schenkte dem Kind in Gegenwart anderer Personen keine Zärtlichkeiten. Eine Frau durfte, wenn sie bereits einen Sohn hatte, auch als Witwe keine zweite Ehe eingehen. Untreue der Frau war in der Vergangenheit durch Abschneiden der Ohren und Nasen bestraft worden.

### Darstellungen
- Steffi Chotiwari-Jünger: Die Darstellung der Auseinandersetzungen zwischen den kaukasischen Ethnien der Chewsuren und Kisten in der georgischen Literatur. In: Lebens- und Konfliktraum Kaukasien. Großbarkau 1996, S. 32–47.
- Gustav Radde: Chews'uren und ihr Land: Ein monographischer Versuch. Fischer, Cassel 1878.
- Georg Nioradze: Begräbnis- und Totenkultus bei den Chewssuren. Strecker und Schröder, Stuttgart  1931.

### Belletristik
- Micheil Dshawachischwili (georg. "Der weiße Kragen") “Bloß abhauen. Einfach aussteigen oder Der weiße Kragen”.(dt., Kaukasien-Kaukasus-Bibliothek-Nr. 3), Übers. von Steffi Chotiwari-Jünger und Artschil Chotiwari, Aachen 2014.[3]